# NGC 6042
NGC 6042 је елиптична галаксија у сазвежђу Херкул која се налази на NGC листи објеката дубоког неба.
Деклинација објекта је + 17° 42' 1" а ректасцензија 16h 4m 39,5s. Привидна величина (магнитуда) објекта NGC 6042 износи 13,9 а фотографска магнитуда 14,9. NGC 6042 је још познат и под ознакама NGC 6039, MCG 3-41-79, CGCG 108-104, DRCG 34-63, PGC 56972.